# مارتن لودفيغ
مارتن لودفيغ (بالألمانية: Martin Ludwig)‏ (16 أكتوبر 1998 - ) هو لاعب كرة قدم ألماني في مركز الوسط.

## وصلات خارجية
- مارتن لودفيغ على موقع قاعدة بيانات كرة القدم.إي يو (الإنجليزية)
- مارتن لودفيغ على موقع Soccerway.com (الإنجليزية)
- مارتن لودفيغ على موقع عالم كرة القدم.نت (الإنجليزية)